# Chhaikampar
Chhaikampar (Nepali छैकम्पार oder Chhekampar) ist ein Village Development Committee (VDC) in Nepal im Distrikt Gorkha.
Das VDC Chhaikampar liegt im oberen Tsum-Tal. Talabwärts liegt das VDC Chumchet. Im Norden und Osten grenzt Chhaikampar an Tibet.

## Einwohner
Bei der Volkszählung 2011 hatte das VDC Chhaikampar 983 Einwohner (davon 491 männlich) in 263 Haushalten.

## Dörfer und Weiler
Chhaikampar besteht aus mehreren Dörfern und Weilern. 
Die wichtigsten sind:
- Chhokang (3040 m ⊙)
- Chhule (3300 m ⊙)
- Lamabagar (3210 m ⊙)
- Ngakyu (3220 m ⊙)
- Nile (3320 m ⊙)
- Tumje (2430 m ⊙)